# Pseudopaludicola boliviana
Pseudopaludicola boliviana là một loài ếch thuộc họ Leptodactylidae.
Loài này có ở Argentina, Bolivia, Brasil, Colombia, Guyana, Paraguay, Suriname, và Venezuela.
Môi trường sống tự nhiên của chúng là rừng khô nhiệt đới hoặc cận nhiệt đới, rừng ẩm vùng đất thấp nhiệt đới hoặc cận nhiệt đới, xavan ẩm, đồng cỏ nhiệt đới hoặc cận nhiệt đới vùng ngập nước hoặc lụt theo mùa, đầm nước, đầm nước ngọt, đầm nước ngọt có nước theo mùa, vùng đồng cỏ, ao, đất có tưới tiêu, và đất nông nghiệp có lụt theo mùa.